# Разин, Фёдор Георгиевич
Фёдор Георгиевич Разин (10 ноября 1927, с. Бутлеровка, Алексеевский район, Татарская АССР, РСФСР — 16 мая 2014, Магнитогорск, Российская Федерация) — советский и российский живописец, заслуженный художник Российской Федерации.

## Биография
В 1956 г. окончил Ленинградский институт живописи, скульптуры и архитектуры им. И. Е. Репина.
С 1956 г. участник городских, областных, зональных, всесоюзных выставок. Член Союза художников СССР с 1960 г.
Основная тема художественного творчества — история Магнитогорского металлургического комбината, также был автором уральских пейзажей.
Скончался 16 мая 2014 года. Похоронен на Правобережном кладбище Магнитогорска.

## Награды и звания
- Заслуженный художник Российской Федерации (13 декабря 2011) — за заслуги в области изобразительного искусства[1]
- Заслуженный работник культуры РСФСР (1981)
- Почетный гражданин г. Магнитогорска (1987)